# Npm (software)
npm è un gestore di pacchetti per il linguaggio di programmazione JavaScript. È il gestore di pacchetti predefinito per l'ambiente di runtime JavaScript Node.js. Consiste in un client da linea di comando, chiamato anch'esso npm, e un database online di pacchetti pubblici e privati, chiamato npm registry.
Il registry è accessibile via client e i pacchetti disponibili sono consultabili sul sito web di npm. Il gestore di pacchetti e il registry sono gestiti da npm, Inc.

## Storia
npm è scritto interamente in JavaScript ed è stato sviluppato da Isaac Z. Schlueter ispirandosi ad altri progetti simili come PEAR (PHP) e CPAN (Perl).

## Alternative
Sono disponibili diverse alternative a npm per installare moduli JavaScript come: ied, pnpm, npmd, e Yarn (pubblicato da Facebook nell'ottobre del 2016). Tutti loro sono compatibili con il registry di npm. Le alternative forniscono differenti esperienze a livello client, solitamente concentrate sul miglioramento delle performance e degli algoritmi deterministici.